# Condado de Oldemburgo
El condado de Oldemburgo fue un condado del Sacro Imperio Romano Germánico.
En 1448 Cristián I de Dinamarca (de la Casa de Oldemburgo), conde de Oldemburgo se convirtió en rey de Dinamarca, y más tarde rey de Noruega y rey de Suecia. Uno de sus nietos, Adolfo de Holstein-Gottorp fue el primer duque de Holstein-Gottorp.
Cuando la línea principal de la casa de Oldemburgo, esto es, Antonio Gunter, conde de Oldemburgo murió en 1667, pasó a la familia real danesa. Carlos Federico de la línea de los duques de Holstein-Gottorp se casó con la gran duquesa Ana Petrovna de Rusia, hija de Pedro el Grande. Su primo carnal, Federico Augusto I se convirtió en duque de Oldemburgo en 1774. Uno de sus hermanos, Adolfo Federico se convirtió en rey de Suecia. Oto hermano, el príncipe Jorge Luis de Holstein-Gottorp, fue padre de Pedro I, quien se convirtió en gran duque de Oldemburgo en 1823. Los posteriores gobernantes de Oldemburgo descendieron todos de él.

## Historia
La ciudad aparece mencionada por vez primera en 1108, en aquella época conocida con el nombre de Aldenburg. Se volvió importante debido a su ubicación en un vado del navegable río Hunte. Oldemburgo se convirtió en un condado pequeño a la sombra de la mucho más poderosa Ciudad libre hanseática de Bremen.
Los habitantes más antiguos documentados de la región que hoy se llama Oldemburgo son un pueblo teutónico, los caucos. La genealogía de los condes de Oldemburgo puede remontarse al héroe sajón Viduquindo (enemigo de Carlomagno), pero su primer representante histórico fue Egilmar de Oldemburgo (m. 1108). Los descendientes de Elgimar aparecen como vasallos de los duques de Sajonia y fueron en ocasiones rebeldes. Se les dio el título de príncipes del Imperio cuando el emperador Federico I desmembró el ducado sajón en 1189. En esa época el condado de Delmenhorst formaba parte de los dominios de los condes de Oldemburgo, pero después fue, en varias ocasiones, segregado para formar un infantazgo para ramas menores de la familia, principalmente en 1262-1447, 1463-1547, y 1577-1617. 
La parte septentrional y la occidental de lo que se convertiría en el gran ducado de Oldemburgo estuvieron en manos de príncipes frisios independientes, o semiindependientes, que eran habitualmente paganos, y los condes de Oldemburgo se apoderaron de gran parte de estas tierras en una serie de guerras durante la primera parte del siglo XIII. La Ciudad hanseática libre de Bremen y el obispo de Münster también frecuentemente guerreó con los condes de Oldemburgo.
En 1448, el hijo y heredero del conde Teodorico (m. 1440), llamado Cristián pero apodado Fortunatus ("Fortunato"), se convirtió en rey de Dinamarca como Cristián I. Aunque lejos de las fronteras danesas, Oldemburgo entonces se convirtió en un exclave danés. El control sobre la ciudad fue dejado a los hermanos del rey, quien estableció una tiranía de corta duración. 
En 1450, Cristián se convirtió en rey de Noruega y en 1457 rey de Suecia; en 1460 heredó el ducado de Schleswig y el condado de Holstein, lo que afectó significativamente al futuro de Oldemburgo. En 1454, entregó Oldemburgo a su hermano Gerardo (h. 1430-1499), quien constantemente guerreó con el obispo de Bremen y otros vecinos. Sin embargo, en 1483 Gerardo fue obligado a abdicar en favor de su hijo, y murió mientras estaba de peregrinación en España. 

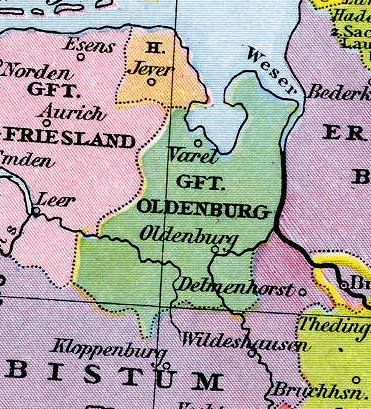
El condado de Oldemburgo en el siglo XV

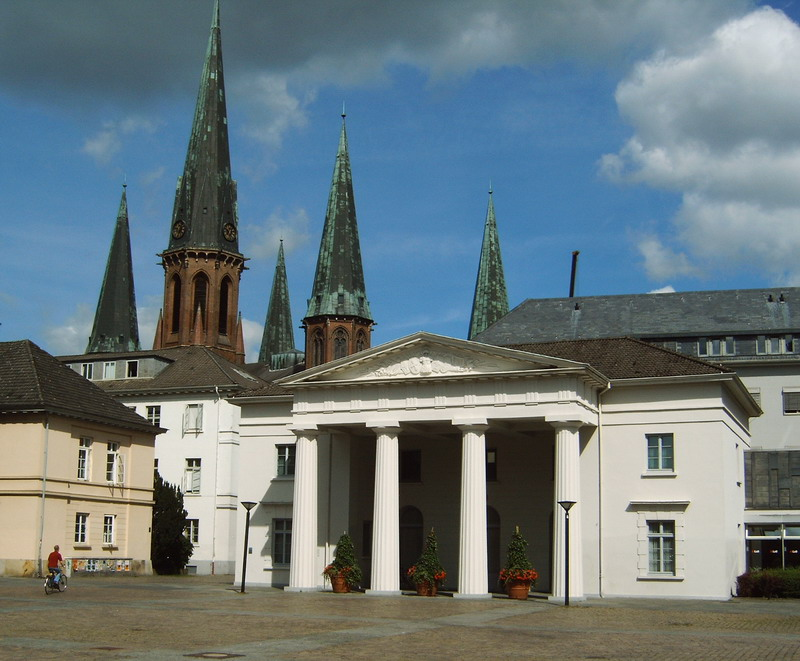
Casa de la guardia y la iglesia Lamberti

A principios del siglo XVI, Oldemburgo fue de nuevo ampliado a expensas de los frisios. El protestantismo se introdujo en el condado por el conde Antón I (1505-1573), quien también suprimió los monasterios. Sin embargo, siguió siendo leal a Carlos V durante la guerra de la liga de Esmalcalda, y fue capaz así de incrementar sus territorios, obteniendo Delmenhorst en 1547. Uno de los hermanos de Antón, el conde Cristóbal de Oldemburgo (h. 1506-1560) también fue un reputado soldado.
El nieto de Antón, Antonio Gunter (1583-1667), quien sucedió en 1603 amplió significativamente y enriqueció sus territorios. Así se consideró a sí mismo como el príncipe más sabio que jamás gobernase Oldemburgo. Antes de su ascenso se había adquirido Jever, pero en 1624 añadió Knipphausen y Varel a sus tierras; así, en 1647 Delmenhorst quedó unida definitivamente. A través de la neutralidad en la Guerra de los Treinta Años y mediante la donación de valiosos caballos al señor de la guerra el conde de Tilly, Antonio Gunter protegió sus dominios de la devastación que sufrieron casi todos los demás estados alemanes. También obtuvo del emperador el derecho a imponer aranceles a los buques que pasaran por el Weser, algo bastante lucrativo. En 1607 erigió un castillo renacentista. Oldemburgo fue una ciudad rica en época de guerra y agitación y su población y poder crecieron considerablemente. Sin embargo, después de la muerte de Antonio Gunter, Oldemburgo cayó de nuevo bajo autoridad danesa, y en 1667 la ciudad padeció una desastrosa epidemia de peste y poco después fue destruida por un incendio. Los reyes daneses dejaron de estar interesados en la ciudad y ésta perdió su antigua importancia.
El dominio danés terminó en 1773 y, en 1774, la región de Oldemburgo se convirtió en un ducado. Los edificios destruidos en la ciudad fueron entonces reconstruidos en un estilo neoclásico.

## Condes de Oldemburgo
- 1101-1108 Egilmar I
- 1108-1143 Egilmar II
- 1143-1168 Cristián I
- 1168-1211 Mauricio I
- 1209-1251 Otón I, gobernó junto con Cristián II y más tarde con Juan I
- 1211-1233 Cristián II
- 1233-1270 Juan I
- 1270-1285 Cristián III
- 1272-1301 Otón II
- 1285-1305 Juan II
- 1302-1323 Cristián IV
- 1305-1345 Juan III
- 1331-1356 Juan IV
- 1345-1368 Conrado I
- 1368-1386 Conrado II
- 1386-1420 Mauricio II
- 1368-1398 Cristián V
- 1398-1423 Cristián VI
- 1423-1440 Teodorico el Afortunado
- 1440-1448 Cristián VII, en unión personal como Cristián I rey de Dinamarca
- 1448-1483 Gerardo VI de Oldemburgo
- 1483-1500 Adolfo de Oldemburgo-Delmenhorst
- 1500-1526 Juan V
- 1526-1529 Juan VI, gobernó junto con sus hermanos Jorge, Cristóbal y Antonio I, se vio obligado a abdicar en 1529
- 1526-1529 Jorge, gobernó junto con sus hermanos Juan VI, Cristóbal y Antonio I, obligado a abdicar en 1529
- 1526-1566 Cristóbal, gobernó junto con sus hermanos Juan John VI, Jorge y Antonio I
- 1526-1573 Antonio I, gobernó junto con sus hermanos Juan VI, Jorge y Cristóbal
- 1573-1603 Juan VII
- 1573-1619 Antonio II
- 1603-1667 Antonio Gunter
- 1667-1670 Federico I, en unión personal como Federico III rey de Dinamarca
- 1670-1699 Cristián VIII, en unión personal como Cristián V rey de Dinamarca
- 1699-1730 Federico II, en unión personal como Federico IV rey de Dinamarca
- 1730-1746 Cristián IX, en unión personal como Cristián VI rey de Dinamarca
- 1746-1766 Federico III, en unión personal como Federico V rey de Dinamarca
- 1766-1773 Cristián X, en unión personal como Cristián VII rey de Dinamarca, cedió el condado a la línea Holstein-Gottorp
- 1773 Pablo I, cedió el condado a su primo de la línea Holstein-Gottorp
- 1773-1774 Federico Augusto I (elevado a duque en 1774), en unión personal príncipe-obispo de Lübeck